# Sarah Voss
Pour les articles homonymes, voir Voss (homonymie).
Sarah Voss, née le 21 octobre 1999 à Francfort-sur-le-Main, est une gymnaste artistique allemande.

## Carrière
Aux Championnats d'Europe 2022 à Munich, elle remporte la médaille de bronze du concours par équipes.